# Оптотип
Оптотип је видна табла за тестирање оштрине вида. Проналазач првог оптотипа је холандски офталмолог Херман Снеленов који је још далеке 1862. године направио прву видну таблу, са 10 редова слова, највећим на врху, и све мањим према дну табле.
Поред Снеленовог оптотипа данас се у пракси користе и друге вресте таблица, које су израђене на истом принципу, али уместо слова оне користе друге знаковне приказе или слике за децу. 

## Основне поставке
Видна оштрина је основна функција ока, и основни параметер одређивања видне способности ока. У том смислу прво функционално испитивање које претходи сваком другом очном прегледу заправо почиње са одређивањем видне оштрине. Она пре свих других прегледа може да укаже на потребу ношења наочара или постојање болести ока. Одређивање оштрине вида обично се изводи помоћу оптотипу који садрже различите симболе. Сва испитивања ока па и применом оптотипа увек се врше најпре на десном, потом на левом оку. 
Видна оштрина
Како је видна оштрина способност око да јасно види две одвојене тачке, чији најмањи угао под којим просечно око види те две тачке као одвојене износи 1' (једну лучну минуту) таблица за испитивање видне оштрине или оптотип израђене су на овом принципу. Наиме тај угао је физиолошки задат величином чуњића у макули, тако да би се две тачке виделе као одвојене, оне морају надражити свака барем по један чуњићи између којих је бар један неподражени чуњић. Зато су слова на оптотипу конструисана тако да су уписана у квадрат који се састоји од 5 х 5 квадратића, и да гледана са удаљености (уписане уз одређени ред слова) слова, упадају у око под углом од 5',  као би надражила 5 х 5 чуњића.
Могуће разлике у резултатима услед примене различитих оптотипова и утицаја других фактора
Разлика у резултатима које се могу добити применом различитих оптотипова, постоје пре свега због различитих карактеристика сваког теста: различите форме и типови симбола, размак између редова, итд., или утицаја неких других фактора током испитивања: година старости испитаника, његове интелигрнције, едукације и мотивације. 
Зато се за овај начин испитивања оштрине вида може рећи да је она типична субјективна метода, јер пресудно зависи од:
- Способности испитиване особе да уме или хоће да именује показани симбол.
- Фактор учења и мотивације, који је као и код сваке друге субјективне методе, тако и код одређивања оштрине вида присутан. Тако нпр. пацијент који  жели да буде излечен чита по правилу за 1 до 2 реда више на табели од немотивисаног пацијента.
- Понављања испитивања, јер поновљено испитивање оштрине вида на истом пацијенту и истом тесту најчешће даје нешто боље резултате.[2]

## Врсте таблица

### Снеленове таблице
Снеленове таблица био је први оптотип, и у офталмологији се кориси од 1862. године. Конструисан је на принципу минималаног видног угла од 1 минута. У данашњој офталмолошкој пракси овај тип тестова задржао се најдуже, због бројних предности; лако разумевање, једноставна и брза провера вида, лака преносивост и јефтина израда.
Снеленове таблице могу бити састављене од слова, бројева или сличица за децу. Удаљеност оптотипу од испитаника је 6 м. Наиме, око врши акомодацију само на удаљености до 6 м, па уколико се неки предмет јасно види на тој удаљености, он ће се јасно видети и на већој удаљености.
При изради таблица Снелен је пошао од претпоставке да просечно око може једва да чита слова ако дебљина њихових крака и простора између њих заклапају угао од једног минута спрам ока. По овом закључку слово „Е” требало да заклапа угао од 5 минута вертикално. Свако слово на Снеленовој табели је тако да га нормално око са одређеног растојања види под углом од 5 минута.
У току испитивања видне оштреие овим таблицама испитивана особа треба да именује показани број/слово са одређеног растојања што захтева одговарајући узраст, писменост и комуникацију.
Мане Снеленових тест таблица су што садрже различити број слова у свакој линији, различито растојање између линија, као и различито растојање између слова. Снеленовви тестови које се налазе на зидовима ординације најлакше уче напамет, и могу да доведу у заблуду испитивача.

### ЛогМАР (Bailey-Lovie) таблице
Да би се отклонио недостатак класичних Снеленових таблица, 1976. године направљена је ЛогМАР табелица у којој је промењена величини слова у суседним редовима. Како и код Снелнове таблица, и код ЛогМАР табелица пацијент треба да прочита приказана слова са одређеног растојања. 
ЛогМАР оптотипи дизајнирани су тако да се у истом реду налазе слова исте величине, при чему је њихова ширина иста као и висина, док размак између слова одговара ширини самог слова. Увек је у једној линији исти број слова, за чији распоред је коришћена логаротамска нотација. 
Због бројних предности у односу на Снеленоветаблице ЛогМАР таблица је брзо прихваћена од међународног здравства и светске офталмолошке организације као златни стандард. 
Једина мана таблице њена је величина.

### Таблице Ландлотов прстен
Како се једино уз помоћ Ландолтовог прстена испитује прави минимум сепарабиле, са физиолошке течке гледања она је најисправнија за тестирање видне оштрине. Наиме Ландолтов прстен који је заправо круг уцртан је унутар квадрата од 5 минута, са дебљином кружне линије од 1 минута. На једном месту тог круга (прстена) постоји прекид дужине 1 минуте, тако да се формира отвор облика квадрата димензије 1' х 1'. Однос величине теста према величини унутрашњег круга и дебљини кружне линије и димензије отвора је као 5 : 3 : 1.
Током рада са овим оптотипу задатак испитаника је да покаже у ком правцу се налази отвор на приказаном прстену. Величина отвора и теста у целини гледано, подешена је тако да га испитивана особа са нормалном оштрином вида треба прецизно да види са одређене удаљености.
 
Ова врста оптотипу посебно је погодна за примену код деце, тако што се овај прстен користи у форми точкова аутомобила и дете се замоли да каже „на коју је страну усмерен отвор на гуми аутомобила”.

### Пфлугерове куке
Пфлугерове куке састоје се од штампаног слова „Е” окренутог на све четири стране. Тест је конструисан по истим принципима као и Ландлотов прстен, изузев што уместо једног има два отвора величине 1 минуте.
Данас се у свету користе две варијанте овог теста. Оригинални Пфлугеров тест (Немачка) који има средњу линију краћу од горње и доње баш као код
великог слова „Е”. У САД и Енглеској користи се Снеленов карактер код кога је средња линија исте дужине као и горња и доња. Ова варијанта је физиолошки ближа минимум сепарабиле, јер се скраћењем средње линије код великог слова „Е” симбол приближио минимум легибиле, који је већи.